# Rejon włodzimierski (do 2020)
Rejon włodzimierski – rejon obwodu wołyńskiego Ukrainy.
Został utworzony 20 stycznia 1940, jego powierzchnia wynosi 1038 km², a ludność rejonu liczy ponad 25 tysięcy osób.
Na terenie rejonu znajduje się 1 miejska rada i 20 rad wiejskich, obejmujących w sumie 77 miejscowości. Siedzibą władz rejonowych jest Włodzimierz.

## Historia
W 1240 roku region został zdewastowany przez wojska mongolskie.  
Pod koniec XIX i na początku XX wieku w mieście Uściług mieszkał i pracował kompozytor Igor Fiodorowicz Strawinski.

## Miejscowości rejonu włodzimierskiego
- Ambuków (Амбуків)
- Bobicze (Бобичі)
- Beheta (Бегета)
- Berezowicze (Березовичі)
- Bielin (Білин)
- Bubnów (Бубнів)
- Chmielów (Хмелів)
- Chmielówka (Хмелівка)
- Chobułtów (Хобултова)
- Chorostów (Хворостів)
- Chotiaczów (Хотячів)
- Chrypalicze (Хрипаличі)
- Czerczyce (Черчичі)
- Czerników (Чорників)
- Czestny Chrest (Чесний Хрест)
- Darnyćke (Дарницьке)
- Dziegciów (Дігтів)
- Falemicze (Фалемичі)
- Fedorówka (Федорівка)
- Hałyniwka (Галинівка)
- Hewyn (Гевин)
- Horyczów (Горичів)
- Izów (Ізов)
- Jakowicze (Яковичі)
- Kładniów (Кладнів)
- Kohilno (Когильне)
- Korytnica (Коритниця)
- Krasnostaw (Красностав)
- Liski (Ліски)
- Lotnycze (Льотниче)
- Ludmiłpol (Людмильпіль)
- Łasków (Ласків)
- Łudzin (Лудин)
- Marcelówka (Маркелівка)
- Maria Wola (Марія-Воля)
- Markostaw (Маркостав)
- Mikulicze (Микуличі)
- Miżlissia (Міжлісся)
- Nechworoszcza (Нехвороща)
- Nikitycze (Микитичі)
- Nowiny (Новини)
- Nowosiółki (Новосілки)
- Ochnówka (Охнівка)
- Oktawin (Октавин)
- Oranie (Орані)
- Ostrówek (Острівок)
- Owadno (Овадне)
- Parchomenkowe (Пархоменкове)
- Piatydnie (П'ятидні)
- Pisarzowa Wola (Писарева Воля)
- Podhajce (Підгайці)
- Połomiane (Полум'яне)
- Poniczów (Поничів)
- Rohożany (Рогожани)
- Rokitnica (Рокитниця)
- Rusnów (Руснів)
- Rusów (Русів)
- Sielec (Селець)
- Sieliski (Селіски)
- Stężarzyce (Стенжаричі)
- Suchodoły (Суходоли)
- Suswal (Сусваль)
- Swojczów (Свійчів)
- Szystów (Шистів)
- Trościanka (Тростянка)
- Turówka (Турівка)
- Uściług (Устилуг)
- Werba (Верба)
- Włodzimierzówka (Володимирівка)
- Worczyn (Ворчин)
- Woszczatyn (Вощатин)
- Wólka Swojczowska (Воля-Свійчівська)
- Zabłocie (Заболоття)
- Załuże (Залужжя)
- Zarzecze (Заріччя)
- Zimno (Зимне)
- Zoria (Зоря)
- Żytanie (Житані)